# پارک ملی تارواگاتای نورو
پارک ملی تارواگاتای نورو (به لاتین: Tarvagatai Nuruu National Park) یک پارک ملی در مغولستان است که در استان زوخان واقع شده‌است.